# Pinax

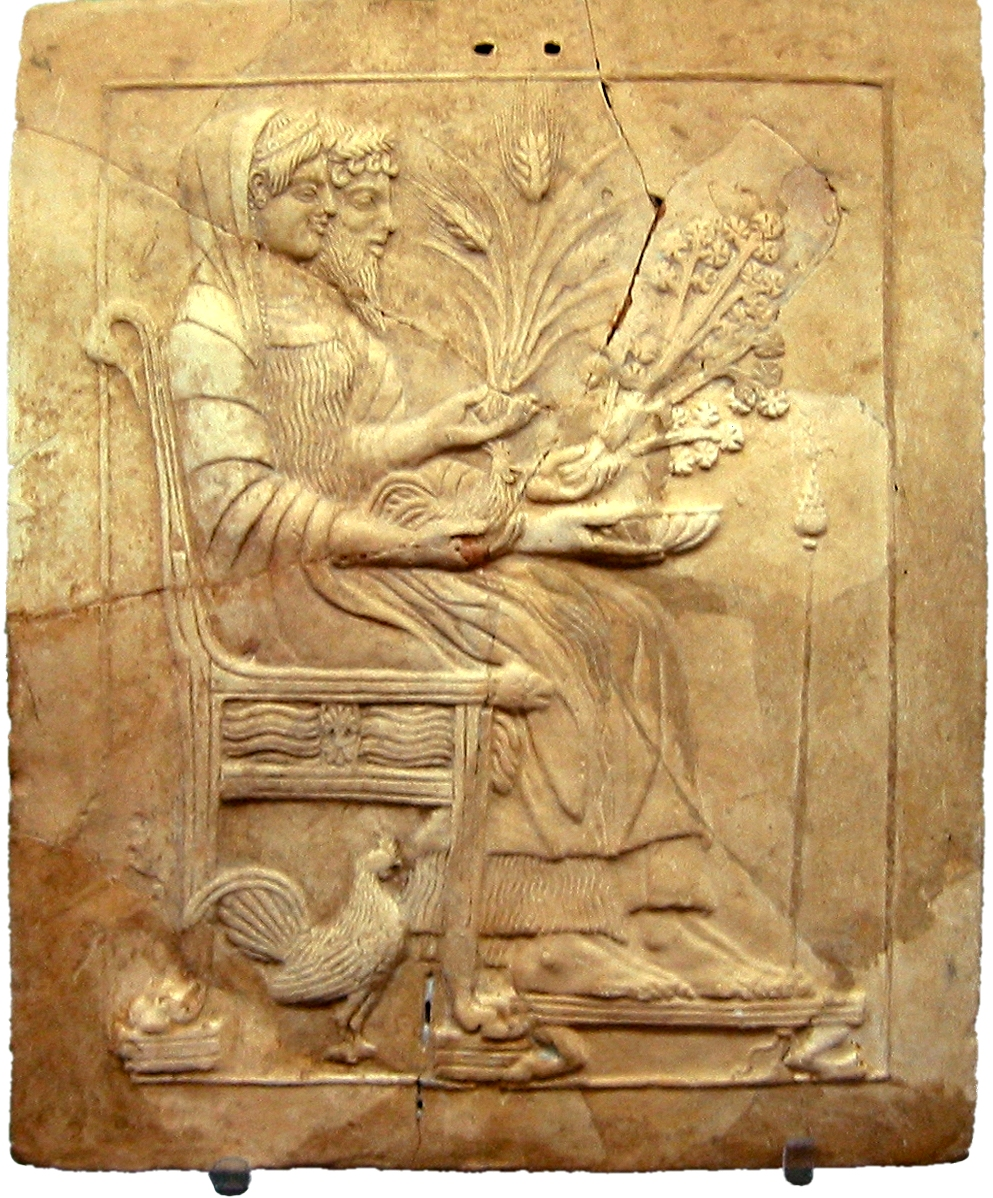
Perszephonét és Hadészt ábrázoló pinax Locriból (Museo Nazionale di Reggio di Calabria)

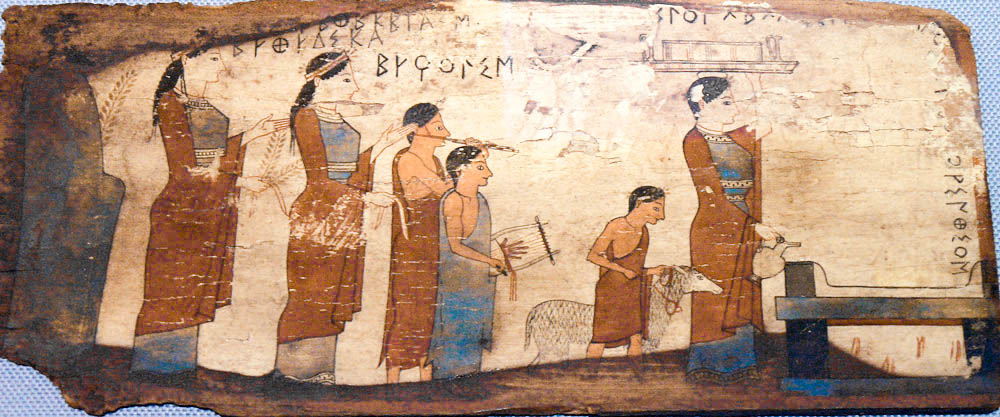
Állatáldozatot bemutató pitszai táblakép az i.e. 6. századból

Az ókori görög kultúrában a pinax (πίναξ) (többes száma pinakes - πίνακες) vagy „tábla”, festett fából, agyagból, márványból vagy bronzból készült fogadalmi ajándékot jelentett, melyet felajánlója szentélyben vagy sírboltban helyezett el. A mindennapi életben a pinax viasztáblát is jelenthetett. Ezek az ókori görög színházban színes képek is lehettek, melyeket kőből, fából faragtak, vagy éppen háttérként felaggatott ruhából készítettek.
A márványból készített pinaxot egyedileg faragták, az agyagból és a bronzból készülteket azonban öntőformákból többszörösen is előállították. Locriban gondosan eltemetett pinaxok ezreit találták meg, többségüket Perszephoné vagy Afrodité szentélyében. A fapinaxok közül a legfontosabb a pitsai lelet, mely a fennmaradt legrégebbi görög táblafestés.
Marcus Vitruvius Pollio római építész megemlíti, hogy pinaxok templomok cellájában vagy akár magánszemélyek birtokában is lehettek. Az ilyen gyűjteményt pinakotékának nevezték, mely megfelel a mai német művészeti galéria kifejezésnek, ilyen például a müncheni Alte Pinakothek.
Az alexandriai könyvtár vezetője, Kallimakhosz költő egyfajta listát hozott létre a könyvtár tárgyairól, ezt a listát pinakesnek (a pinax többes száma) nevezte.

## Lásd még
- Pitszai lelet

## Külső hivatkozások
- "Pinakes: ancient votive tablets"
- Marilyn B. Skinner, "Nossis and Women’s Cult at Locri"
- (Cleveland Museum of Art) "Pinakes" Terracotta dedicatory pinakes from the sanctuary of Persephone at Locri Epizephirii.